# أنفال الصوفي
أنفال نايف الصوفي (مواليد 14 أكتوبر 1995) هي لاعبة كرة قدم أردنية تلعب في مركز الدفاع مدافعة مع منتخب الأردن للسيدات.

## الأهداف الدولية
| لا. | تاريخ         | مكان                            | الخصم                    | نتيجة | نتيجة | مسابقة                                       |
| --- | ------------- | ------------------------------- | ------------------------ | ----- | ----- | -------------------------------------------- |
| 1.  | 7 يناير 2019  | استاد المحرق ، المحرق ، البحرين | الإمارات العربية المتحدة | 4 –1  | 4-1   | بطولة اتحاد غرب آسيا لكرة القدم للسيدات 2019 |
| 2.  | 11 يناير 2019 | استاد المحرق ، المحرق ، البحرين | لبنان                    | 2 –0  | 3-1   | بطولة اتحاد غرب آسيا لكرة القدم للسيدات 2019 |